# Worcester County (Massachusetts)
Das Worcester County ist ein County im Bundesstaat Massachusetts der Vereinigten Staaten. Der Verwaltungssitz (County Seat) ist Worcester. Das U.S. Census Bureau hat bei der Volkszählung 2020 eine Einwohnerzahl von 862.111 ermittelt.
Nach Abschaffung der Bezirksregierung 1998 existiert das County nur noch als historische geographische Region und dient einigen administrativen Zwecken. Vom Office of Management and Budget wird es zu statistischen Zwecken seit 2023 als Worcester, MA Metropolitan Statistical Area geführt.

## Regierung
Wie eine knappe Mehrheit der Countys in Massachusetts besitzt das Worcester County heute keine County-Regierung mehr. Alle vorherigen Aufgaben des Countys wurden 1998 durch Staatsbehörden übernommen. Der Sheriff und einige andere regionale Beamte mit besonderen Aufgaben werden noch immer lokal gewählt, um Aufgaben innerhalb des Countys wahrzunehmen. Die Gemeinden haben nun eine größere Autonomie und können regionale Verträge abschließen, um Dienstleistungen gemeinsam anzubieten.

## Geographie
Das County hat eine Fläche von 4090 Quadratkilometern, wovon 171 Quadratkilometer Wasserfläche sind. Es grenzt im Uhrzeigersinn an folgende Countys: Cheshire County (New Hampshire), Hillsborough County (New Hampshire), Middlesex County, Norfolk County, Providence County, Windham County (Connecticut), Tolland County, Hampden County, Hampshire County und Franklin County.

## Geschichte
Das Worcester County wurde 1731 aus Teilen von Hampshire County, Middlesex County und Suffolk County gebildet.
Sieben Orte im County haben den Status einer National Historic Landmark. 648 Bauwerke und Stätten des Countys sind insgesamt im National Register of Historic Places eingetragen (Stand 17. November 2017).

## Demographie
Laut der Volkszählung im Jahr 2000 lebten im Worcester County 750.963 Einwohner in 283.927 Haushalten und 192.502 Familien. Die Bevölkerung setzte sich aus 89,61 Prozent Weißen, 2,73 Prozent Afroamerikanern, 2,62 Prozent Asiaten und 0,25 Prozent amerikanischen Ureinwohnern zusammen. 6,77 Prozent der Bevölkerung waren spanischer oder lateinamerikanischer Abstammung. Das Prokopfeinkommen betrug 22.983 US-Dollar; 6,8 Prozent der Familien sowie 9,2 Prozent der Bevölkerung lebten unter der Armutsgrenze.

## Städte und Gemeinden
- Ashburnham
- Athol
- Auburn
- Barre
- Berlin
- Blackstone
- Bolton
- Boylston
- Brookfield
- Charlton
- Clinton
- Douglas
- Dudley
- East Brookfield
- Fitchburg
- Gardner
- Grafton
- Hardwick
- Harvard
- Holden
- Hopedale
- Hubbardston
- Lancaster
- Leicester
- Leominster
- Lunenburg
- Mendon
- Milford
- Millbury
- Millville
- New Braintree
- North Brookfield
- Northborough
- Northbridge
- Oakham
- Oxford
- Paxton
- Petersham
- Phillipston
- Princeton
- Royalston
- Rutland
- Shrewsbury
- Southborough
- Southbridge
- Spencer
- Sterling
- Sturbridge
- Sutton
- Templeton
- Upton
- Uxbridge
- Warren
- Webster
- West Boylston
- West Brookfield
- Westborough
- Westminster
- Winchendon
- Worcester